# Hans Eysenck
Hans Jürgen Eysenck, född 4 mars 1916 i Berlin, död 4 september 1997 i London, var en tyskfödd psykolog med huvuddelen av sin karriär i Storbritannien. Han är mest känd för sitt arbete rörande mänsklig intelligens och personlighet, även om han arbetade inom ett stort antal olika fält. Han var en hård kritiker av Sigmund Freud och psykoanalysen, bland annat i boken Decline and Fall of the Freudian Empire från 1985. Vid sin död var Eysenck den då levande psykolog som var mest citerad i vetenskapliga tidskrifter.
Hans insatser har därefter omvärderats och 2019 kom British Medical Journal fram till att åtminstone 26 av hans vetenskapliga artiklar publicerade under senare delen av hans karriär tillsammans med Ronald Grossarth-Maticek är "unsafe" och därför bör dras tillbaka, vilket sedan skett i flera fall.

## Liv och arbete
Hans Eysenck föddes i Berlin som barn till filmaktrisen (Helga Molander) och en nattklubbsägare. Han växte upp tillsammans med sin mormor, som var av judisk härstamning och senare kom att avlida i ett koncentrationsläger. Eysenck var motståndare till NSDAP och kom därför att flytta till England under 1930-talet. "My hatred of Hitler and the Nazis, and all they stood for, was so overwhelming that no argument could counter it." På grund av sin tyska bakgrund hade han svårt att få arbete och blev nästan internerad under krigsåren. Han var grundaren av tidskriften Personality and Individual Differences, och författade omkring 80 böcker och över 1600 tidskriftsartiklar. 
Eysenck var professor i psykologi vid Institute of Psychiatry från 1955 till 1983. Han doktorerade vid University College London (UCL) med professor Sir Cyril Burt till vilken han hade ett stormigt professionellt förhållande under sitt liv. Han var en framstående forskare som lämnade stora bidrag till den moderna vetenskapliga teorin om personligheten och en briljant pedagog. En del av Eysencks senare arbete finansierades av den rasbiologiska forskningsstiftelsen Pioneer Fund.
Hans Eysenck avled av cancer på ett sjukhus i London 1997.

### Kontroverser
Exempel på publikationer där Eysencks ståndpunkt skapade kontroverser inkluderar (kronologiskt):
- En uppsats från 1950-talet Classics in the History of Psychology vars slutsats är att tillgängliga data "fail to support the hypothesis that psychotherapy facilitates recovery from neurotic disorder".
- Ett kapitel i Uses and Abuses of Psychology (1953) betitlat "What is wrong with psychoanalysis".
- Race, Intelligence and Education (1971)
- Sex, Violence and the Media (1978)
- Astrology — Science or Superstition? (1982)
- Smoking, Personality and Stress (1991)

Den skarpaste debatten blev den över vilken roll genetik har för IQ-skillnader (se Intelligenskvot), vilket ledde till att Eysenck slogs i ansiktet av en kvinnlig demonstrant under ett samtal vid London School of Economics. Detta intensiva motstånd uppstod när han stödde Arthur Jensens ifrågasättande av huruvida variationen i IQ mellan rasgrupper var helt och hållet grundad på miljöfaktorer. (se ras och intelligens). 
Eysenck stödde sin tidigare student Arthur Jensen och dennes slutsats, och ansåg att media gav den felaktiga bilden att hans åsikter var udda och utanför vetenskaplig konsensus. Till sitt försvar citerade han The IQ Controversy, the Media and Public Policy och menade att det fanns ett majoritetsstöd för vart och ett av de påståenden han hade lagt fram och att det inte fanns någon egentlig debatt om saken bland relevanta forskare.
Eysencks inställning till vetenskapen sammanfattades av honom själv i hans självbiografi Rebel with a Cause (Transaction Publishers (1997), ISBN 1-56000-938-1): 
| ” | "I always felt that a scientist owes the world only one thing, and that is the truth as he sees it. If the truth contradicts deeply held beliefs, that is too bad. Tact and diplomacy are fine in international relations, in politics, perhaps even in business; in science only one thing matters, and that is the facts." | „ |

### Eysenck och personlighetens genetik
År 1951 publicerades Eysencks första empiriska studie av genetikens betydelse för personligheten. Det var ett experiment som genomfördes tillsammans med hans student och medarbetare Donald Prell från 1948 till 1951, i vilket enäggs- och tvåäggstvillingar (11 och 12 år gamla) fick tester som hade att göra med neuroticism. Testet beskrivs i detalj i en artikel publicerad i Journal of Mental Science. Eysenck och Prell sammanfattade: "that the factor of neuroticism is not a statistical artifact, but constitutes a biological unit which is inherited as a whole....neurotic predisposition is to a large extent hereditarily determined."

### Eysencks personlighetsmodell (P–E–N)
Eysenck beskrev två personlighetsdimensioner, Extraversion och Neuroticism, i sin bok från år 1947 Dimensions of Personality. Vanligtvis brukar man i forskningssammanhang referera till dessa med deras begynnelsebokstäver, E och N. 
E och N gav 2-dimensionell matris för att beskriva individuella skillnader i beteende. Eysenck noterade hur dessa två dimensioner liknade temperamentslära som först diskuterades av Hippokrates. 
- Hög N och Hög E = Kolerisk typ
- Hög N och Låg E = Melankolisk typ
- Låg N och Hög E = Sangvinisk typ
- Låg N och Låg E = Flegmatisk typ

Den tredje dimensionen, psykoticism, lades till i modellen under sent 1970-tal, baserat på samarbetet mellan Eysenck och hans fru, Sybil B. G. Eysenck, som är utgivare av Personality and Individual Differences.
Styrkan i Eysencks modell var att den gav en detaljerad teori med vilken man kunde beskriva personlighetens orsaker.[källa behövs]

### Eysencks senare arbete
År 1994 var han en av de 52 undertecknarna av "Mainstream Science on Intelligence," en debattartikel skriven av Linda Gottfredson och publicerad i Wall Street Journal, vilken uttryckte undertecknarnas konsensus rörande sakfrågor på området ras och intelligens som en följd av den intensiva debatten kring publiceringen av boken The Bell Curve. Gottfredson beskrev hur hon hade gått till väga i utformningen av debattartikeln och hur hon hade valt ut undertecknarna i en artikel i tidskriften Intelligence år 1997. Eysenck inkluderade hela texten från den ursprungliga debattartikeln från 1994 (inklusive inledningen om The Bell Curve och tjugofem ståndpunkter om mänsklig intelligens) i sin bok från 1998 Intelligence: A New Look, i vilken han skriver, "I did not find any particular discrepancies between my account" och punkterna i debattartikeln.

### Eysencks samröre med tobaksindustrin
År 1980 publicerade Eysenck boken "The Causes and Effects of Smoking" där han ifrågasatte de vetenskapliga beläggen för samband mellan rökning och lungcancer. Boken blev mycket kritiserad av bland annat Richard Peto(en), en ledande expert på hälsoriskerna med tobak, men detta hindrade inte Eysenck från att anlitas som expertvittne vid utfrågningar i amerikanska senaten om farorna med rökning. År 2019 publicerades en artikel "Personality and fatal diseases: Revisiting a scientific scandal" som lyfte fram den kritik som fanns redan på 1980- och 1990-talet mot en del av Eysencks häpnadsväckande resultat, men nu kompletterade med dokument som klargör hans samarbete med tobaksindustrin. Dessa klargöranden gjorde att British Medical Journal senare under 2019 kom fram till att åtminstone 26 av hans vetenskapliga artiklar publicerade under senare delen av hans karriär tillsammans med Ronald Grossarth-Maticek är "unsafe" och därför bör dras tillbaka. Detta har därefter skett för flera artiklar  till exempel denna artikel från 1990.